# Finsko na Letních olympijských hrách 1912
Finsko na Letních olympijských hrách 1912 ve švédském Stockholmu reprezentovalo 164 sportovců, z toho 162 mužů a 2 ženy. Nejmladším účastníkem byl Vilhelm Lindgren (17 let, 4 dny), nejstarší pak Bror Brenner (57 let, 3 dny). Reprezentanti vybojovali 26 medailí, z toho 9 zlatých, 8 stříbrných a 9 bronzových.

## Medailisté

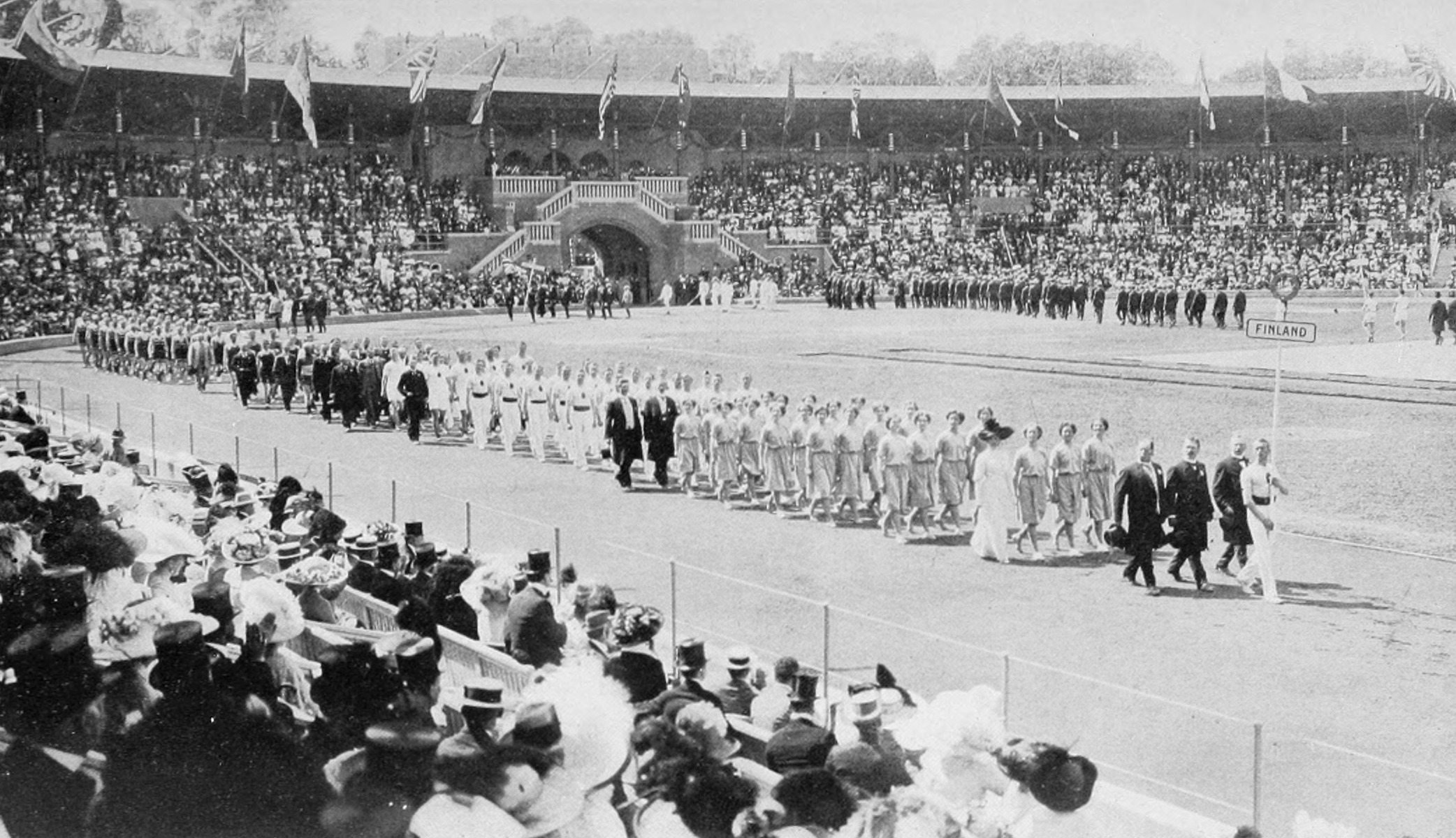
Finští sportovci na slavnostním zahájení her

| Medaile | Jméno | Sport                | Disciplína                            |
| ------- | --- | -------------------- | ------------------------------------- |
| Zlato   | Hannes Kolehmainen | Atletika             | Muži běh na 5 000 m                   |
| Zlato   | Hannes Kolehmainen | Atletika             | Muži běh na 10 000 m                  |
| Zlato   | Hannes Kolehmainen | Atletika             | Muži přespolní běh                    |
| Zlato   | Armas Taipale | Atletika             | Muži hod diskem                       |
| Zlato   | Armas Taipale | Atletika             | Muži hod diskem (obouruč)             |
| Zlato   | Julius Saaristo | Atletika             | Muži hod oštěpem (obouruč)            |
| Zlato   | Kaarlo Koskelo | Zápas                | Váha muší - řecko-římský              |
| Zlato   | Emil Väre | Zápas                | Váha lehká - řecko-římský             |
| Zlato   | Yrjö Saarela | Zápas                | Váha těžká - řecko-římský             |
| Stříbro | Kaarlo Ekholm Eino Forsström Eero Hyvärinen Mikko Hyvärinen Tauno Ilmoniemi Ilmari Keinänen Jalmari Kivenheimo Karl Lund Aarne Pelkonen Ilmari Pernaja Arvid Rydman Eino Saastamoinen Aarne Salovaara Heikki Sammallahti Hannes Sirola Klaus Suomela Lauri Tanner Väinö Tiiri Kaarlo Vähämäki Kaarlo Vasama | Sportovní gymnastika | družstvo mužů - volné cvičení         |
| Stříbro | Harry Wahl Waldemar Björkstén Jacob Björnström Bror Brenner Allan Franck Erik Lindh Adolf Pekkalainen Neznámý | Jachting             | Klasa 10 metrů                        |
| Stříbro | Hannes Kolehmainen Jalmari Eskola Albin Stenroos | Atletika             | Družstvo mužů přespolní běh           |
| Stříbro | Elmer Niklander | Atletika             | Muži hod diskem (obouruč)             |
| Stříbro | Julius Saaristo | Atletika             | Muži hod oštěpem                      |
| Stříbro | Väinö Siikaniemi | Atletika             | Muži hod oštěpem (obouruč)            |
| Stříbro | Ivar Böhling | Zápas                | Váha polotěžká - řecko-římský         |
| Stříbro | Johan Olin | Zápas                | Váha těžká - řecko-římský             |
| Bronz   | Bertil Tallberg Arthur Ahnger Erik Lindh Gunnar Tallberg Georg Westling | Jachting             | Klasa 8 metrů                         |
| Bronz   | Ernst Krogius Max Alfthan Erik Hartvall Jarl Hulldén Sigurd Juslén Axel Krogius Eino Sandelin Johan Silén Neznámý | Jachting             | Klasa 12 metrů                        |
| Bronz   | Nestori Toivonen | Sportovní střelba    | 100 m - (do obrysu jelena)            |
| Bronz   | Nestori Toivonen Iivo Väänänen Axel Fredrik Londen Ernst Rosenqvist | Sportovní střelba    | 100 m - (do obrysu jelena) - družstvo |
| Bronz   | Albin Stenroos | Atletika             | Muži běh na 10 000 m                  |
| Bronz   | Elmer Niklander | Atletika             | Muži vrh kouli (obouruč)              |
| Bronz   | Urho Peltonen | Atletika             | Muži hod oštěpem (obouruč)            |
| Bronz   | Otto Lasanen | Zápas                | Váha muší - řecko-římský              |
| Bronz   | Alfred Asikainen | Zápas                | Váha střední - řecko-římský           |